# 康什河畔布贝尔
康什河畔布贝尔（法語：Boubers-sur-Canche）是法国北部-加来海峡大区加来海峡省的一个市镇，属于阿拉斯区欧克西堡县。该市镇2009年时的人口为589人。

## 人口
康什河畔布贝尔人口变化图示
| 数据来源：INSEE |